# Glimt af Majtræ i andre Egne: Paa Strynø
Glimt af Majtræ i andre Egne: Paa Strynø er en dansk dokumentarfilm fra 1930 med ukendt instruktør.

## Handling
Majtræsfesten på Strynø er en gammel tradition, der indvarsler sommerens komme. Først binder kvinderne kranse til Majtræet, der har form som en flagstang. Mændene pynter stangen med kransene og rejser den på bypladsen. Der serveres en hjertestyrkning inden af ølpunch. Strynøboerne synger, og der holdes taler.